# Dynamic Togolais
O Dynamic Togolais é um clube de futebol com sede em Lomé, Togo. Fundado em 1961, compete no Campeonato Togolês de Futebol.